# Подпольная почта Украины

Пропагандистский блок Подпольной почты Украины, посвящённый 10-летию полёта космического корабля «Аполлон-11» (1979). Надпись на полях блока по-английски и по-украински призывает: «Боритесь за свободу Украины!»

Подпольная почта Украины (укр. Підпільна Пошта України, сокращённо ППУ) — название непризнанного почтового ведомства в рамках Заграничного почтового отдела Заграничных Частей Организации украинских националистов (ОУН), которое издавало в 1949—1983 годах за рубежом украинские непочтовые марки, служившие пропагандистским целям.

Марки Подпольной почты Украины, аллегория освобождённой Украины (1951)

## История

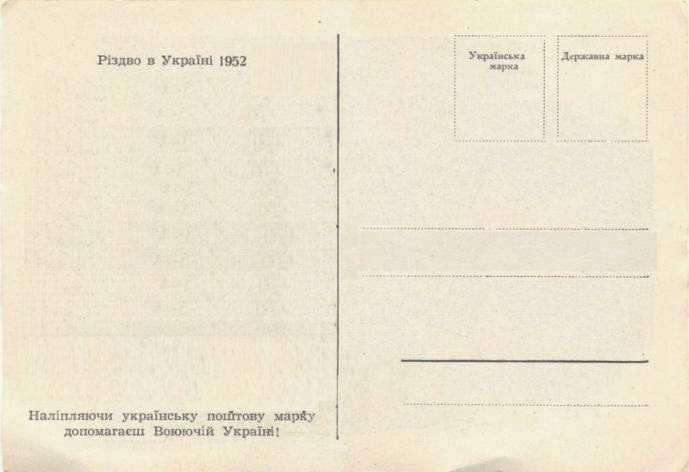
Почтовая карточка ППУ со специально отведённым местом для наклейки украинской марки и надписью на украинском языке: «Наклеивая украинскую почтовую марку помогаешь воюющей Украине» (1952)

Подготовкой и выпуском марок ППУ занимался Заграничный почтовый отдел Подпольной почты Украины Заграничных Частей (Закордонний Поштовий Відділ Підпільної Пошти України Закордонних Частин) ОУН; руководитель Любомир Рыхтицкий (Чикаго). Марки ППУ наклеивались на письма рядом с государственными марками.
Первые марки ППУ появились в 1949 году в Мюнхене, где, предположительно, они и печатались. В 1960 году, а, возможно, уже в конце 1950-х годов эти марки появились в Чикаго. Последний выпуск марок ППУ относится к 1983 году.
За время своего существования ППУ издала почти 3700 основных типов своих марок, а если учесть, что практически все марки выпускались в зубцовом и беззубцовом вариантах, то количество выпущенных марок составит около 7000 экземпляров. ППУ выпускала также памятные блоки, всего их было издано свыше 470. Некоторые марки и блоки были надпечатаны или погашены специальными штемпелями. Над рисунками для марок ППУ работали такие художники, как М. Черешнёвский, С. Гординский, О. Курилас и другие.

## Выставки

Марки Подпольной почты Украины, посвящённые 700-летию Львова (1952)

Марка Подпольной почты Украины, посвящённая украинскому спорту (1952)

В декабре 2001 года в Ивано-Франковском музее освободительной борьбы Прикарпатского края впервые в области была открыта выставка «Подпольная почта Украины». Значительное количество представленных на выставке экспонатов отображало функционирование подпольной почты на территории Украины и Прикарпатья в годы Второй мировой войны.
В июле 2005 года в городе Коломыя Ивано-Франковской области проходила выставка марок Подпольной почты Украины, свыше двух сотен экземпляров которых подарил городу чикагский коллекционер украинского происхождения Иван Максимчук.